# 濃密雲
濃密雲（のうみつうん、ラテン語学術名:spissatus、略号:spi）とは、巻雲に見られる雲種の1つ。濃密巻雲と呼ぶこともある。
学術名はラテン語の"spissare"（厚くなる、濃密になる）に由来する。
毛状雲、鉤状雲、房状雲、塔状雲などの他の巻雲の雲種と異なり、雲が濃く広がったものである。広がるものもあれば、雲片が散らばったものもある。比較的薄い時は全体に、濃い時には輪郭部分にすじ状・繊維状の巻雲の特徴を見出せる。
厚く濃密なため、太陽の方角にあるものは灰色がかって見え、太陽を覆って輪郭だけが見えたり形が見えないくらい隠してしまったりすることもある。
しばしば、積乱雲の上部から雲が生じ濃密雲になる。